# Die Mestizin
Die Mestizin, im argentinischen Original Ema, la cautiva (abgeschlossen 1978, veröffentlicht 1981), ist ein Roman von César Aira und 2004 auf Deutsch erschienen. Er spielt in der zweiten Hälfte des 19. Jahrhunderts in dem sich zum Nationalstaat entwickelnden Argentinien. Der Autor entwirft den Emanzipationsprozess der jugendlichen Mestizin Ema, die in einem Gefangenentreck von Buenos Aires über Azul in den Grenzort Pringles gebracht wird. Nach einem Jahr wird sie bei einem Indianerüberfall in deren Gebiet entführt und verbringt dort zwei Jahre als Frau verschiedener Männer. Bevor sie die Indianer frei verlassen kann, lässt sie sich in die Kunst der Fasanenzucht einführen. Als sie nach Pringles zurückkehrt, gründet sie mit indianischen  Tagelöhnern eine Fasanenfarm und wird zu einer anerkannten Unternehmerin.

## Inhalt
Die Handlung ist in vier annähernd gleich lange Abschnitte unterteilt:
- Der von Soldaten eskortierte Gefangenentransport nach Pringles (S. 5–64)
- Leben Emas im Grenzort Pringles (S. 65–134)
- Ema als Gefangene bei den Indianern (S. 135–187)
- Die Fasanenfarmerin Ema in Pringles (S. 188–252)

Die Erzählperspektive entspricht in der Regel der personalen Erzählsituation, wobei es je nach Personenkonstellation abwechselnd verschiedene Erzähler gibt und an manchen, zum Teil essayistischen  Stellen ansatzweise die auktoriale Erzählsituation überwiegt, ohne dass sich ein „allwissender“ Erzähler zu erkennen gäbe (S. 5–14, S. 188 oder S. 207–211).

### Der Gefangenentreck
Der Weg von Buenos Aires nach Pringles ist etwa 500 km lang und führt durch die feuchte Pampa. Der Treck aus Reitern und Karren, die von Ochsen gezogen werden und auf denen sich entweder Proviant und Transportgüter oder angekettete männliche und weibliche Gefangene befinden, ist annähernd sechs Monate unterwegs. (Die Frauen sind für die Grenzsoldaten bestimmt, die männlichen Gefangenen werden, wenn sie überleben, zum Militärdienst an der Grenze zwangsverpflichtet.) Höchste Autorität im Treck ist ein junger Leutnant, der solche Transporte seit zehn Jahren beaufsichtigt, Handschuhe trägt, als Einziger einen englischen Sattel mit Knauf benutzt und wie seine Untergebenen – ehemalige Strafgefangene – regelmäßig Schnaps aus der Feldflasche zu sich nimmt, denn „das Saufen war ihnen angeboren“ (S. 8). Aus einer reichen Großgrundbesitzerfamilie stammend, gebildet, spürt man dennoch bei ihm „ein barbarisches Vergnügen, das selbst den primitivsten Soldaten abging und vielleicht auch den Strafgefangenen, die schon nichts Menschliches mehr an sich hatten“ (S. 17. – S. 20 f.: willkürliche Ermordung eines Strafgefangenen). Ihm ist von der Zentralregierung ein französischer Ingenieur anvertraut worden, der am Zielort im Grenzland einen Sonderauftrag zu erledigen hat, nämlich für den dortigen Befehlshaber eine Druckmaschine zu bauen (S. 20, 95). Duval, so sein Name, vertreibt sich die Reisezeit und die ihn befallende Müdigkeit, indem er sich aus seinen Eindrücken einen zu schreibenden Roman vorstellt, der „die Apotheose der Sinnlosigkeit des Lebens“ zum Inhalt hätte (S. 21). Das Erlebnis der endlos scheinenden Pampa, deren weites Grasland von vielfältigen Insekten, Vögeln und Säugetieren  bevölkert ist und von Indianernomaden durchzogen wird, aber trotzdem als „Wüste“ gilt (S. 27 und öfter), weil von europäischen Siedlern noch nicht erschlossen und „unzivilisiert“, bringt ihn zu der Einsicht, dass der Mensch in dieser Welt verschwinde, das Individuum nicht zähle und die Spezies alles sei (S. 42). Je weiter sie landeinwärts und nach Westen ziehen, desto mehr verlassen sie selbst die Zivilisation (→ Barbarei und Zivilisation) und den Arm des Gesetzes (S. 31). Auf den Karren herrscht Promiskuität unter den Gefangenen, die Soldaten suchen sich unter den weiblichen Gefangenen ihre Nachtgefährtinnen, der Leutnant kopuliert öffentlich in Gegenwart seiner gleichgültigen Offizierskameraden mit der gefangenen Mestizin, die in der Regel Duvals Ruhelager teilt und im zweiten Abschnitt als Ema in Erscheinung tritt. Als sie sich dem Zielort nähern, hat Duval den Eindruck, dass „die Grenze, die er sich als ein grenzenloses Territorium ersehnte“, ihn zu einem neuen, glücklicheren Menschen werden lassen wird (S. 63 f.).

### Der Grenzort Pringles
Die weiße Bevölkerung von Pringles besteht ausschließlich aus Soldaten und ihren Gefährtinnen. Ema, die Mestizin, eine der beiden jüngsten Frauen unter den Gefangenen und bereits Mutter eines Säuglings, wird einem Leutnant aus der Besatzung des Grenzforts zugeteilt. Als dessen Geliebte aus Europa eintreffen soll, verlässt sie das Fort und wird in eine der zahlreichen Hütten an einen Gaucho vermittelt, der als Zwangsrekrut Dienst tut und sie, nachdem er seine beiden indianischen Konkubinen hinausgeworfen hat, zur Frau nimmt.
Anders als in Azul ist an Kolonisation noch nicht zu denken, da die Friedensregelungen mit den Indianern nur zögerlich vorangehen. Oberst Espina, Befehlshaber des Forts, vertraut auf ein Mittel, mit den Indianern und ihren Kaziken ohne Krieg ein Auskommen zu finden, und möchte deren Angriffe und Überfälle verhindern, indem er ihnen in großen Mengen buntes Papiergeld zukommen lässt, das auf Duvals neuer Maschine gedruckt wird. Espina, „rätselhafter Gelddrucker“, ist davon überzeugt, dass er bei den Indianern ein „Geld-Klima“ schaffen kann, indem er auf ihren Spieltrieb vertraut und ihn als „Schmiermittel der Zirkulation“ für das Schaffen von Kontinuität einsetzt. Im Austausch für das Geld erhält er zunächst hundert Fasane als Geschenk und festigt gleichzeitig für Pringles den Platz an der Sonne im ausgedehnten Indianerimperium. Zahlreiche Indianergesandtschaften kommen an und führen für die Dorfbewohner „wahre Turniere der Eleganz“ auf (S. 96–103).
Ema, wieder schwanger, hält sich häufig bei den Indianern auf, die in der Nähe des Forts ein Sonnenzeltlager aufgeschlagen haben und ein friedliches Leben führen wie in Azul, wo sie sich allerdings schon zu Tausenden angesiedelt haben. Mit einem der jungen Indianer beginnt sie ein Verhältnis. Denn Gombo, ihr Gaucho-Gefährte, verbringt sein Leben, wenn er nicht zur Wache im Fort eingeteilt ist, meistens beim Glücksspiel mit seinen Kameraden oder beim Angeln. In seiner Philosophie bleibt das Leben unmöglich, „denn wäre es nicht unmöglich, wäre das Leben grauenvoll“ (S. 129). Ema, „fast noch ein Mädchen, allein auf der Welt, ihr Baby ausgenommen, fühlte […] sich abgeschoben in ein exponiertes und unbestimmtes Grenzland. Die Epoche erforderte vollkommene Ruhe, die Menschen mussten so unerschütterlich werden wie Tiere“ (S. 78). Die Indianer erlebt sie als leichtfertig und melancholisch, hingegeben an eine Welt des Scheins, in der die Gestik und die Körperbemalung wichtige Momente einer weltlichen Ästhetik sind: „Alles war Verführung, ein einheitliches Feld der Leidenschaft und Bündelung“ (S. 103–106).

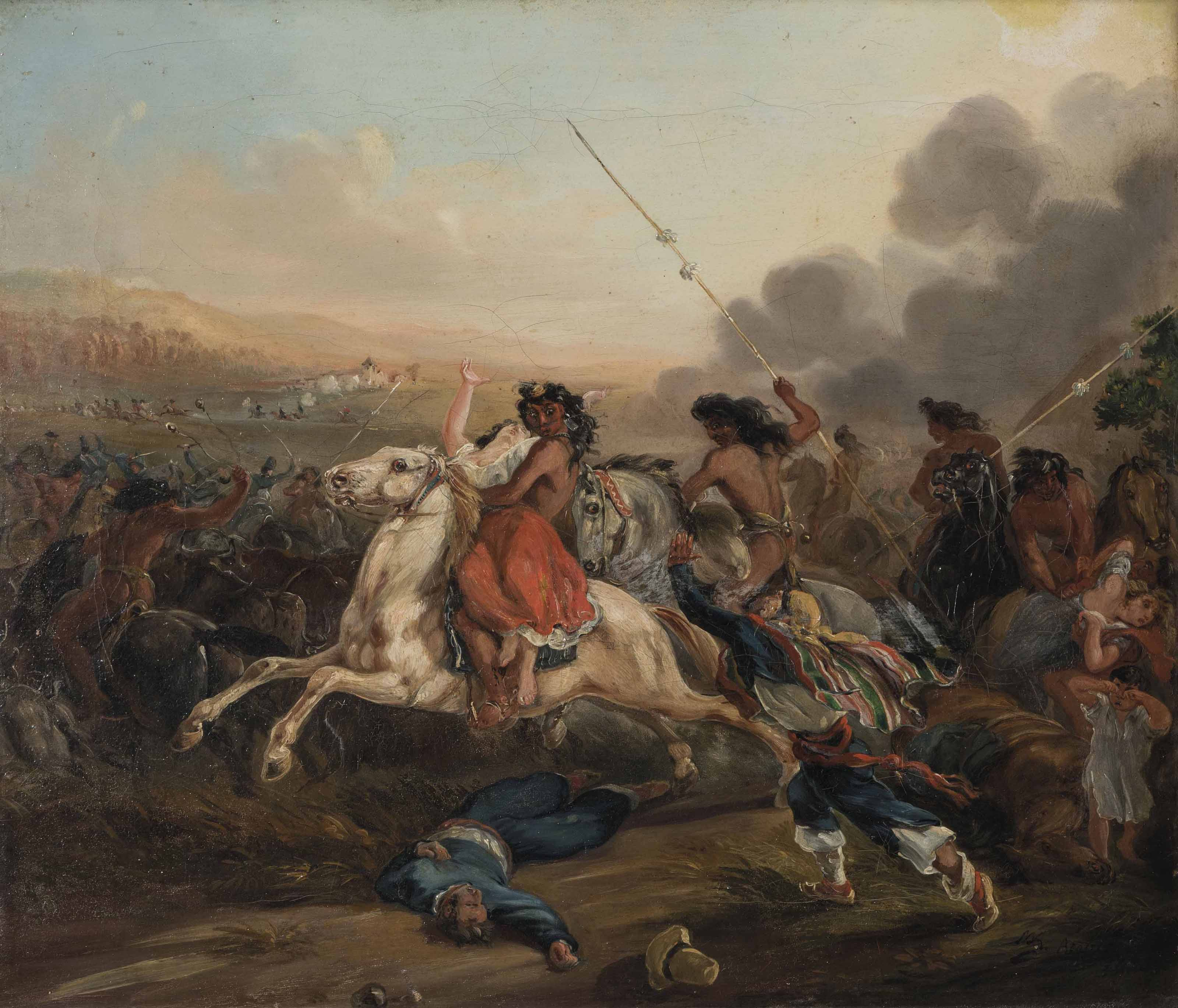
„El Malón“: Gemälde von Moritz Rugendas (1802–1858). – Als malón (span. „Untat“) bezeichnete man auf dem Südkegel im 18. und 19. Jh. überraschende Blitzüberfälle berittener Indios auf Siedler, Trecks oder Handelsstationen zur Beutegewinnung, Tötung und Entführung von Vieh und Menschen.

Während eines nächtlichen Gewittersturms überfallen kriegerische Indianer das Dorf, ehe die Bewohner Zuflucht im Fort suchen können, und zünden die Hütten an. Sie rauben Frauen. Ein Reiter packt Ema, ohne abzusitzen, und hebt sie auf sein Pferd.

### Als Gefangene unter Indianern
Für die Indianer gilt Ema als Weiße, und zwar nicht wegen ihrer kaum von der indianischen zu unterscheidenden Hautfarbe, sondern wegen ihrer Geschichte und ihres „romantisch“ wirkenden Gefangenenstatus (S. 166). Das macht sie in den Händen ihrer Entführer zu einem begehrenswerten Tauschobjekt für angesehene Indianer, die sie eine Zeit lang unter ihren anderen Ehefrauen aufnehmen, bis ein anderer sie erwerben kann. Zwei Jahre verbringt sie unter ihnen westlich von Pringles in einem sich über Tausende von Meilen hinstreckenden Waldgebiet, wo sie zum Beispiel nach Cuchillo-Có gelangt, bringt ihr zweites Kind zur Welt und bekommt am Ende ihres Aufenthaltes bei den Indianern ihr drittes. Anfangs lebt sie bei einem Kaziken, dann bei einem Kazikensohn, zieht einen Sommer lang mit einer Schar junger Männer umher, mit denen sie ins Reich des mächtigen Kaziken Catriel kommt, wo sie eine der Frauen eines Ministers wird, der zuständig für Religionsfragen ist. Zuletzt heiratet sie mit dessen Einwilligung einen Zoologie-Ingenieur, der sie mit der Fasanenzucht vertraut macht.
Ema bewegt sich in den gehobenen indianischen Gesellschaftsschichten und lernt deren Lebensgewohnheiten kennen. Mit einem ihrer Gefährten, einem Prinzen, der sich in der Regel mit Laudanum und Morphium narkotisiert, trotzdem ein exzessives gesellschaftliches Leben führt (S. 165), verbringt sie Ferien auf einer von vornehmen indianischen Touristen überlaufenen Insel in einem Binnensee. – Der Minister, verzückt und traurig zugleich, eigentlich lebensmüde, teilt ihr seine Lebensweisheit mit, nämlich dass Denken sich nicht lohne und Geld die einzige Telepathie sei, die Menschen brauchen (S. 184). Dabei vermitteln ihnen das Geld und seine Fülle den Eindruck, dass sie zu wenig leben.
Wie Gombo ist er mit den anderen Indianern davon überzeugt, dass das Leben unmöglich sei und sich in dieser Erkenntnis „das Denken in seiner klarsten und radikalsten Form“ ausdrücke (S. 185). Deshalb gehört Etikette zu jedem Lebensvollzug und verlangsamt alle Vorgänge, wobei sie allem den Anschein des Unmöglichen verleiht. Zielgerichtete Arbeit gilt als verabscheuenswert. „Sie grillten Hähnchen und Fisch, sammelten wilde Früchte, führten ein künstliches Schäferleben“ (S. 176) in einer Stadt, in der sich wahre Massen über die Bürgersteige wälzen (S. 172). Ema hat den Eindruck, dass die Indianer keine Künstler, sondern die Kunst selbst seien und sich darin der letzte Zweck ihres melancholischen Wahns ausdrücke (S. 183). Auch auf der Fasanenfarm stellt Ema fest, dass Arbeit irreal und wie nicht vorhanden ist (S. 186). Schwermut und tiefgründiger Humor der Indianer grundieren auch die Gleichförmigkeit von Emas Tagen, bis sie ihrem letzten Mann, dem zoologischen Ingenieur mitteilt, dass sie zum Fort nach Pringles zurückkehren wolle.

### Fasanenzucht in Pringles
In Pringles kann inzwischen Siedlungswilligen Land zugeteilt werden. Es sind jedoch vor allem Soldaten, die in Pension gehen wollen, weil sie sich nach Ruhe und Reglosigkeit auf einem Stück Land in den Flussauen sehnen. Ema lebt mit ihren Kindern und zwei Indianerinnen zunächst am Rande des Dorfes, ehe sie sich wieder Liebhaber nimmt. Sie ist es jetzt, die wählt. Denn durch ihre Zeit in den Indianergebieten ist sie gereift und wirkt geheimnisvoll wie eine „dunkle Königin“, an der nichts mehr an die unsichere Mestizin erinnert, die aus Buenos Aires herangekarrt worden ist (S. 189). Sie möchte vor allem eine Fasanenfarm gründen und die weiße Bevölkerung bis nach Buenos Aires mit Geflügel versorgen. Das heißt für sie Arbeit, denn es ist Land urbar zu machen, eine Siedlung zu gründen und mit den Kaziken sind die Bedingungen des Geschäfts und des Austauschs von Fasanen zu klären. Der Mann, mit dem sie lebt, vermittelt ihr ein Gespräch mit Espina, der ihr bei ihren Vorstellungen in jeder Weise entgegenkommt, ihr Land zuteilt und einen reichlichen Kredit gewährt. Für Espina ist Emas Projekt eine gute Gelegenheit, den Geldumlauf an den Kazikenhöfen in Gang zu bringen, denn mit den Fasanenhändlern werden die Magnaten der „wilden Nation“ (S. 190, 210) in ein Netz mit den Weißen einbezogen. Unter den jungen Indianern, die um das Fort herum leben, sucht sie das nötige Personal. Sie findet in etwa fünfzig künftige Züchter, die sich ihr mit Bräuten, Freundinnen und Babys anschließen und  mit ihr in den Urwald aufmachen, wo sie auf geeigneten Lichtungen die Farm anlegen wollen. Ema wird sich bewusst, dass sie ein Unternehmen betreiben wird, in dem Fasane ein Mittel ihres künftigen  Reichtums sind, das „so sicher und konvertibel war wie Gold“ (S. 200). Sie tritt mit den Nachbarstämmen in Verbindung, um ihren Bestand an Zuchttieren aufzubauen, und erfährt dabei, dass ein Viehmarkt abgehalten wird. Dort möchte sie auftreten, wozu sie Bargeld braucht, das ihr Espina auf einem mit vier Ochsen bespannten Karren bringt. Er wird zu Emas Vertrautem und schildert ihr, wie er die anfängliche Verachtung der Indianer den Weißen gegenüber in Achtung verwandelte. Dazu sei es nötig gewesen, sie mit einem ganzen System des eigenen Luxus zu überzeugen, das er durch seine Gelddruckmaschinen in Gang setzte. Ema bestätigt er ihren Eindruck, als Gefangene, die sie nach wie vor ist, Tag und Nacht in einem Menschenparadies zu leben (S. 206).
Der Viehmarkt ist ein großes Fest mit kunstvollen Seiltanzdarbietungen in Baumwipfeln und einem Orchester. Hostessen kümmern sich um die Besucher, die beim Ersteigern von prämierten Tieren große Summen zu bieten gekommen sind. Einer hat „Geldscheine der Morgenröte aus Tiger- und Schildkrötenpapier mitgebracht, das in einem Sumpf gekocht wurde“ (S. 212). Ema ist entschlossen, sich einen großen Bestand an Fasanen zu sichern. Es wird ihr Achtung entgegengebracht, als sich herumgesprochen hat, sie sei eine Weiße und habe gute Beziehungen zu Catriel. Der Bietprozess wird zu einer gefährlichen Angelegenheit des Wettbewerbs und des Sadismus und zeigt die zersetzende Wirkung des Geldes. Da die Indianer aber „das Theater des Geldes“ erfunden haben, in dem Geld in Wiederholung sich anhäuft und vernichtet, stellt sich immer wieder ein Ausgleich ein, und Ema gelingt es, „da lebend wieder herauszukommen“ (S. 220) und ihre Fasanenzucht allmählich auf einen Bestand von vierzigtausend Fasanen in freier Wildbahn auszuweiten.
Mit Saisonende und nach einer arbeitsintensiven Phase begibt sich die wieder hochschwangere Ema mit ihren Arbeitern zur Entspannung auf eine Urlaubsreise zu Höhlen in einem Berggebiet in der Nähe von Bahía Blanca. Bevor es dort zu einem Massaker kam, war es ein Wallfahrtsort der Indianer. Ema und die Ihren gehen dort auf die Jagd, schauen auf Bahía Blanca, denken nach oder schlafen.

## Themen
Aira hat sich wiederholt auf die Auseinandersetzung mit der argentinischen Geschichte des 19. Jahrhunderts eingelassen, zuerst in Die Mestizin, 1984 mit Un vestido rosa, 1991 mit La liebre und 2001 in Un episodio en la vida del pintor viajero (dt. „Humboldts Schatten“, 2003).
In Die Mestizin thematisiert er Folgendes:
- das Mestizische (spanisch „mestizaje“), mit dem nach heutigem Verständnis beschrieben werden soll, wie sich am Ende eines historischen Prozesses der ethnische und kulturelle Zustand Lateinamerikas gegenwärtig darstellt, aber im Grunde einen Geburtsmakel aus einer nicht-europäischen Liaison meint und als Moment des Rassismus anzusehen ist;[6]
- den argentinischen Mythos vom Frauenraub in Gestalt der „cautiva“, der von Indianern gefangenen Weißen;[7]
- den Grenzlandmythos in Gestalt der amerikanischen „frontier“;[8]
- die Pampa als angeblich leerer Raum und als „Wüste“, die sich der kolonialistischen Eroberung anbietet (→ Wüstenkampagne);
- die argentinische Welt der Indianer vor der Eroberung, wie sie sich bis in die 1880er Jahre andeutete;[9]
- die Rolle des Geldes als einer willkürlichen Konstruktion (S. 95), über die sozialer Kontakt und Austausch hergestellt werden sollen (→ Die nächtliche Erleuchtung des Staatsdieners Varamo);
- anstatt des genozidalen Eroberungskrieges die Chance einer friedlichen argentino-indianischen Entwicklung, wie sie der fiktive historische Entwurf in der Kunst der Romanform als eine andere Wirklichkeit darzustellen versucht.

## „Die Mestizin“ als alternativer Bildungsroman
Aira gibt seinem Roman einen mit vielen Ortsnamen umrissenen geografischen und mit den authentischen Namen der verschiedenen Kaziken auch einen historischen Rahmen. Das Fiktive und alternativ zur tatsächlichen Geschichte Entworfene wird nicht nur in den Gelddruckmaschinen von Oberst Espina und denen der Indianer sichtbar, sondern auch in der Beschreibung der Hauptsiedlung Catriels als Großstadt mit Bürgersteigen (S. 172) und der Darstellung indianischer Sommerfrischler auf einer Insel in einem Binnensee (S. 135–163) oder mit der Erwähnung eines Autos, das die europäische Geliebte des Leutnants durch die Pampa von Buenos Aires nach Pringles bringen soll (S. 79).
Der Bildungsroman gehört in das argentinische Literaturrepertoire. Elisa Carolina Vian hebt hervor, dass die Indianer, die Ema rauben, sie nicht um ihre Ehre und ihre Keuschheit bringen, sondern sie als Mutter ehren und ihr sexuelle Freizügigkeit zubilligen.  Entgegen der romantischen argentinischen Tradition wird sie nicht zum Objekt, sondern entfalte sich bei den Indianern als ihrer selbst bewusstes Subjekt, was ihr unter ihresgleichen in der so genannten Zivilisation vorenthalten wurde. Das entspreche dem, dass Aira sich selbst in Ema wiedererkenne, wie das Gustave Flaubert von Emma Bovary sagte: Ema, mi pequeña yo mismo (Ema, mein kleines Ich selbst). Aira unterstreicht, dass Ema auf der indianischen Fasanenfarm „die letzte und endgültige Lektion“ zu lernen habe, wobei er gleichzeitig hervorhebt, dass das keine Anabasis (griechisch für „Hinaufmarsch“) sei (S. 186). Als Ema nach Pringles zurückkehrt, ist sie eine andere geworden. Duval hat sie anfangs inmitten des Gestanks unter den Gefangenen auf dem Treck noch folgendermaßen wahrgenommen:
„Die Frau, die die Lumpenreste zweier verschiedener Kleider trug, war klein, so dünn und ausgezehrt, dass er sie für ein Kind gehalten hätte. Unter der dicken Schmutzschicht, die sie bedeckte, sah man negroide Züge, und ihr Haar war kurz, kraus und fettig“ (S. 48).
Nach ihrem Aufenthalt bei den Indianern und im Begriff, Unternehmerin zu werden, betrachtet Oberst Espina Ema:
„Ema hielt das jüngste ihrer drei Kinder im Arm, ein vier Monate altes Mädchen. Als sie ihr Kleid aufknöpfte, um es zu stillen, konnte der Oberst nicht verhindern, dass er beim Anblick ihrer Brust vor Bewunderung zusammenfuhr. Sie war ein Sinnbild der Reinheit“ (S. 222).

## Rezeption
Florian Borchmeyer sieht in der FAZ vom 8. März 2005 Aira mit Die Mestizin in der Nachfolge von Jorge Luis Borges schreiben. Damit sei er nobelpreiswürdig. Er stelle mit der Indianerwelt eine hochartifizielle fernöstliche Feudalgesellschaft vor, die einem Kaiserhof der japanischen Literatur im elften Jahrhundert, mit Konkubinen, komplizierten Beamtenhierarchien und Pagodenpalästen gleiche. Für Borchmeyer entfaltet Aira in einem ingeniösen ironischen Spiel Versatzstücke „aller Zeiten, Utopien ebenso wie Schreckensszenarien, die nicht zueinander passen möchten“, so dass aus der Gesellschaft der Pampa-Indianer ein „grotesk-hybrides Monstrum“ werde.

Für Maike Albath (SZ vom 25. Januar 2005) ist der Roman zunächst ein Buch, das sie nach den ersten 60 Seiten am liebsten zugeschlagen hätte, weil sie den Erzählrhythmus zersplittert und ungelenk findet. Doch dann entdeckt sie in Aira den Autor der Neo-Avantgarde, der die Topoi der argentinischen Nationalliteratur ironisch variiere. Ema wird für sie zu einer Wiedergängerin von Madame Bovary. Sie verweist auf Esteban Echeverrías Verserzählung La cautiva und Lucio Victoria Mansillas wichtigen Reisebericht von 1870 Excursión a los indios ranqueles („Ausflug zum Stamm der Ronqueles“) als Folien für Aira. Dabei stört sie sich daran, dass Airas Indianer sich „alle naselang […] über den Zweck der Geldzirkulation, die Finanzkunst und ihr Verständnis von Freiheit“ auslassen. Fesselnd findet sie hingegen die Schilderung der üppigen Vegetation des Waldes, des Pomps der indianischen Hofgesellschaft, „das Regelwerk der Etikette, die Praktiken der Körperbemalung, die totale Ästhetisierung des Alltags“.

## Sekundärliteratur
- Leo Pollmann: Una estética del más allá del ser. Ema, la cautiva de César Aira. In: Roland Spiller (Hg.): La novela argentina de los años 80. Frankfurt am Main: Vervuert 1991. S. 177–194.
- Silvia G. Kurlat Ares: La utopía indígena en la literatura argentina de la última década: el caso de Ema, la cautiva de César Aira. Online. Aufgerufen am 13. April 2011.
- Lucía De Leone: César Aira y su inscripción en el regionalismo narrativo. Online. Aufgerufen am 13. April 2011.
- Núria Calafell Sala: La subversión de los discursos en Ema, la cautiva de César Aira.  Online. Aufgerufen am 13. April 2011.
- Zulma Sacca: La reescritura del desierto en César Aira y José Pablo Feinmann. Online (PDF; 158 kB). Aufgerufen am 13. April 2011.
- Valeria Sager: La circulación, el don y el intercambio como marcas de presente. De Ema, la cautiva a Las aventuras de Barbaverde (César Aira). Online (PDF; 56 kB). Aufgerufen am 13. April 2011.